# Kissel
Kissel, também grafado kisel na Rússia, chamado kisiel na Polónia, kysil na Ucrânia e kisielius na Lituânia, é um xarope de sumo de frutos engrossado com uma fécula, que pode ser de batata, de milho (maizena) ou flocos de aveia; são preferidos os frutos ou bagas ácidos ou frutos secos; alguns frutos populares são os morangos, groselhas, arandos vermelhos e maçã. Pode ser servido quente ou frio e ter ainda na sua composição café, chocolate, baunilha ou vinho. Muitas vezes é servido com leite ou nata. 
O kissel faz parte da mesma família de preparações da blåbärssoppa sueca ou finlandesa. No entanto, é diferente da kompot russa, que é basicamente uma bebida feita cozendo frutas em água, mas não engrossada, que é usada principalmente para acompanhar as refeições, enquanto os kissel podem ser considerados uma sobremesa.
Este doce tem também um papel tradicional na cultura da Europa Oriental, sendo normalmente servido no encontro que se segue a um funeral. Por essa razão, os russos têm uma paráfrase para se referir ao paraíso, como um lugar de “rios de leite correndo num leito de kissel.” 